# Gordiana
Gordiana – imię żeńskie pochodzenia łacińskiego, oznaczające kobietę wywodzącą się z Gordion, dawnej stolicy Frygii, na terenach współczesnej Turcji; miasta, od którego pochodzi pojęcie węzeł gordyjski „rozwiązany” przez Aleksandra Wielkiego. Patronem imienia jest św. Gordian, męczennik z Tomi.
W Polsce imię to występuje sporadycznie. W styczniu 2025 r. w rejestrze PESEL, wśród publicznie dostępnych danych dotyczących osób żyjących, wykazano 17 kobiet o imieniu Gordiana nadanym jako imię pierwsze, 27 o imieniu Gordana jako pierwszym, oraz dwie kobiety o imieniu Gordiana nadanym jako imię drugie.
Męski odpowiednik: Gordian
Gordiana imieniny obchodzi 10 maja.

## Imię Gordiana w innych językach[6]
- słowacki – Gordana,
- węgierski – Gordana, Gordiana.